# 内塞尔·本特
内塞尔·本特（西班牙語：Neisser Bent，1976年8月7日—），古巴男子游泳运动员。他曾代表古巴参加1996年和2000年夏季奥林匹克运动会游泳比赛，其中1996年奥运会获得一枚铜牌。